# العلاقات الكورية الجنوبية المصرية
العلاقات المصرية الكورية الجنوبية تُشير إلي العلاقات الدبلوماسية بين مصر وكوريا الجنوبية.أقيمت العلاقات الدبلوماسية بين البلدين في 13 أبريل 1995.مصر لديها سفارة في سيول وكوريا الجنوبية لديها سفارة في القاهرة.

## انظر ايضاً
- علاقات مصر الخارجية

## وصلات خارجية
- سفارة مصر في سيول
- وزارة الخارجية الكورية حول العلاقات مع مصر
- سفارة كوريا الجنوبية في القاهرة